# جاك بست
جاك بست (بالإنجليزية: Jack Best)‏ هو لاعب اتحاد الرغبي نيوزلندي، ولد في 19 مارس 1914 في بلنهيم في نيوزيلندا، وتوفي في 25 مايو 1994.